# Samuel Leroux
Pour les articles homonymes, voir Leroux.
Samuel Leroux, né le 27 novembre 1994 à Boulogne-sur-Mer, est un coureur cycliste professionnel français.

## Biographie

### Débuts cyclistes et carrière chez les amateurs
Formé au VC Roubaix Lille Métropole, Samuel Leroux intègre l'ESEG Douai en 2013. Les années suivantes, il se distingue en obtenant six victoires sur des courses régionales françaises et belges. Il se classe également quatrième de Paris-Mantes-en-Yvelines, une épreuve inscrite au calendrier de l'UCI Europe Tour.
En 2016, il signe avec le club Dunkerque Littoral Cyclisme, avec lequel il s'impose à six reprises en France et en Belgique. Fin juin, il rejoint l'équipe continentale belge Veranclassic-Ago en tant que stagiaire,. Au cours de la même période, il termine cinquième du championnat de France du contre-la-montre espoirs.
En 2017, il rejoint le CC Nogent-sur-Oise, en division nationale 1. Désormais sorti de la catégorie espoirs, il réalise sa meilleure saison chez les amateurs en gagnant onze courses, terminant également deuxième de la première édition du championnat des Hauts-de-France ou neuvième de Paris-Mantes-en-Yvelines. Lors des Trois Jours de Cherbourg (élite nationale), il se classe quatrième du classement général, tout en ayant remporté la première étape au sommet de la montagne du Roule,.

### Carrière professionnelle

#### 2018-2024: Roubaix Lille Métropole puis Van Rysel-Roubaix
Au terme de la saison 2017, il signe un contrat professionnel avec l'équipe continentale française Roubaix Lille Métropole.
Au premier semestre 2019, il se distingue en prenant part à plusieurs échappées. C'est notamment le cas lors de la première étape des Quatre Jours de Dunkerque où il s'empare du maillot blanc de meilleur jeune de cette course et le conserve durant deux jours. Durant l'été, on le retrouve à l'attaque lors du Grand Prix Pino Cerami et de la première étape du Tour de Wallonie. Il s'adjuge également le Grand Prix Lucien Van Impe, une kermesse professionnelle disputée à Erpe-Mere en Flandre-Orientale. Il succède à Oliver Naesen au palmarès de cette course. Quelques jours plus tard, il se classe troisième du Grand Prix de la ville de Nogent-sur-Oise, remporté par son coéquipier Emiel Vermeulen. En septembre, il est à nouveau échappé lors du Grand Prix de Fourmies et termine second d'une autre kermesse professionnelle, le Textielprijs de Vichte, derrière Jannik Steimle. Fin novembre, il devient le premier champion de France de VTT beach race.
En 2020, son début d'année est perturbé par la pandémie de Covid-19 et l'annulation des courses qui en découle. En août, il se classe seizième du Tour Poitou-Charentes en Nouvelle-Aquitaine. Au mois d'octobre, il gagne Paris-Connerré .
En 2021, il remporte le Tour du Pays Lionnais. Il termine également deuxième des Boucles de l'Austreberthe et du Grand Prix de Saint-Souplet. Au cours de l'automne, Samuel Leroux devient champion des Hauts-de-France de VTT beach race et réussit à conserver son titre de champion de France de la spécialité. Il s’adjuge également celui de champion d'Europe à Dunkerque devant les Néerlandais Rick van Breda et Coen Vermeltfoort,.
Toujours membre de la formation Go Sport-Roubaix Lille Métropole l'année suivante, il remporte au mois de juin une étape et le classement général du Tour d'Eure-et-Loir. En fin de saison, il s'adjuge un nouveau titre de champion de France de VTT  beach race. Par contre, il ne parvient pas à conserver le titre de champion d'Europe de la spécialité.
Il s'illustre à plusieurs reprises sur des courses organisées en Belgique au premier semestre 2023. Il gagne notamment le Circuit du Pays de Waes et le Trophée Maarten Wynants, deux kermesses professionnelles, il se classe également deuxième de la Ruddervoorde Koerse derrière Edward Theuns. En France, il porte le maillot de leader du classement général des  Quatre Jours de Dunkerque pendant une journée et remporte, comme l'année précédente, une étape du Tour d'Eure-et-Loir.
En début de saison 2024, il s’impose en étant échappé sur la quatrième étape de l’Étoile de Bessèges. Il participe dans la foulée au Tour de Provence, mais est contraint à l'abandon après une chute lui ayant occasionné deux fractures.

#### 2025-: TotalEnergies
Il signe un contrat de deux ans avec l'équipe française TotalEnergies à la fin de la saison 2024.

#### Style
Samuel Leroux estime être un coureur polyvalent, possédant une légère pointe de vitesse ainsi qu’une bonne facilité à se faufiler.

## Palmarès sur route

### Par années
| - 2013 - 2e du Grand Prix de Luneray - 2014 - Critérium de Gayant - 2e étape du Challenge de l'Avenir - Nord-Pas-de-Calais - 2015 - Grand Prix de Templeuve - Grand Prix d'Avesnes-les-Aubert - Course d'Eernegem - Course de Passendale - 2016 - Course d'Ichtegem - Grand Prix José Falcao - Grand Prix de Gosnay - Chrono des Dunes - Course de Hautem-Saint-Liévin - Course de Petegem - 2017 - Course de Vlissegem - Course de Ledegem - Course de Dadizele - Course de Rumbeke - Course de Beveren - Course de Beselare - 1re étape des Trois Jours de Cherbourg - Grand Prix d'Haillicourt - Mémorial Roger Droesbeke - Course de Staden - Trio normand (avec Romain Bacon et Kévin Lalouette) - 2e du Circuit Jean Bart | - 2018 - 2e du Tour du Pays du Roumois - 2019 - Grand Prix Lucien Van Impe - 3e du Grand Prix de la ville de Nogent-sur-Oise - 2020 - Paris-Connerré - 2021 - Tour du Pays Lionnais - 2e des Boucles de l'Austreberthe - 2e du Grand Prix de Saint-Souplet - 3e du Grand Prix Lucien Van Impe - 2022 - Tour d'Eure-et-Loir : - Classement général - 3e étape - 2e du Mémorial Fred De Bruyne - 2023 - Circuit du Pays de Waes - 2e étape du Tour d'Eure-et-Loir - 3e du Tour du Charolais - 2024 - 4e étape de l'Étoile de Bessèges-Tour du Gard - Circuit du Pays de Waes - Tour Nivernais Morvan : - Classement général - 3e étape (contre-la-montre) - Grote Prijs Dr. Eugeen Roggeman - 3e du Tour Poitou-Charentes en Nouvelle-Aquitaine |  |

### Classements mondiaux
| Année                                 | 2015 | 2016 | 2017  | 2018  | 2019  | 2020  | 2021 | 2022 | 2023  | 2024 |
| ------------------------------------- | ---- | ---- | ----- | ----- | ----- | ----- | ---- | ---- | ----- | ---- |
| Classement mondial                    |      | nc   | 2552e | 2869e | 1455e | 1891e | 618e | 484e | 1160e | 521e |
| UCI Europe Tour                       | 739e | nc   | 1758e | 1935e | 978e  | 1393e | 495e | 385e | nc    | nc   |
|                                       |      |      |       |       |       |       |      |      |       |      |
| Légende : nc = non classéSource : UCI |      |      |       |       |       |       |      |      |       |      |

## Palmarès en VTT
- 2019
  -  Champion de France de beach race
- 2021
  -  Champion d'Europe de beach race
  -  Champion de France de beach race
- 2022
  -  Champion de France de beach race
  -  Médaillé de bronze du championnat d'Europe de beach race